# San Patricios

Rekonstruktion der Flagge der San Patricios nach der Beschreibung von John Riley

Die San Patricios (auch San Patricos, Batallón de San Patricio oder St. Patrick’s Battalion) waren eine Gruppe von hauptsächlich Iren bzw. irischstämmigen US-Amerikanern (ca. 50 % Iren, der Rest Deutsche, Polen, Schotten und andere), die im Mexikanisch-Amerikanischen Krieg (1846–1848) auf der Seite der Mexikaner gekämpft haben.

## Geschichte
Die San Patricios, benannt nach dem irischen Nationalheiligen Patrick, bestanden zumeist aus Katholiken, die von ihren protestantischen Offizieren wegen ihres Glaubens diskriminiert wurden und nicht gegen ein katholisches Land kämpfen wollten. Daher wechselten sie die Seiten und kämpften in diesem Krieg für Mexiko. Andere hatten rein pekuniäre Gründe für ihre Entscheidung.
Sie wurden von Captain John Riley (auch Jon Riley oder John O’Riley) angeführt und kämpften in nahezu allen größeren Schlachten dieses Krieges gegen ihre ehemaligen Kameraden. Sie galten als eine kampfstarke Artillerietruppe.
Nach dem Sieg der USA wurden nahezu alle Mitglieder der San Patricios in Kriegsgerichtsverfahren verurteilt. Die Strafe bestand aus Tod durch Hängen, in minder schweren Fällen wurden die Verurteilten ausgepeitscht und mit einem Brandzeichen „D“ für Deserteur im Gesicht gekennzeichnet. Im berühmtesten Fall wurden nach der Schlacht von Churubusco von 83 gefangen genommenen San Patricios 72 vor ein Kriegsgericht gestellt. 50 von ihnen wurden gehängt, 16 wurden ausgepeitscht und gebrandmarkt. John Riley selbst überlebte den Krieg, starb aber 1850 anscheinend als Alkoholiker in Veracruz.

## Nachwirkung
Die Person des Captain John Riley ist unter Historikern umstritten. Für die einen ist er ein Held und Widerstandskämpfer, für die anderen ist er ein Trunkenbold, wieder andere sehen in ihm einen Glücksritter. Die Quellenlage zu dieser Person ist in keinem Fall neutral, da die amerikanischen Quellen der Zeit (vor allem Akten der Kriegsgerichtsprozesse) ihn als Deserteur und damit als verachtungswürdige Persönlichkeit darstellen, er für die Mexikaner aber ein Held und Kamerad war. Eine endgültige Bewertung seiner Beweggründe und seines Charakters ist so abschließend schwer möglich und hängt auch stark vom Betrachter ab. Zusätzlich erschwert wird diese Bewertung durch die zunehmende Legendenbildung im Rahmen der Heldenverehrung, die diese Truppe auch und vor allem von irischen Nationalisten erfährt. John Riley wird teilweise sogar als Prototyp des Menschen in einer multikulturellen Gesellschaft verbrämt und muss allgemein als Beispiel für viele Theorien und Ideologien herhalten.
In Mexiko wurden die Angehörigen der San Particios traditionell am 12. September jedes Jahres geehrt. Seit 1993 wird auch in Irland, in Clifden, Galway – Rileys Heimatstadt, eine Gedenkveranstaltung abgehalten. In Mexiko gibt es in nahezu jeder größeren Stadt eine Straße, die nach den San Patricios mit dem Nachnamen „O’Brien“ benannt ist.
Filmisch wurde die Geschichte von dem Kalifornier Mark Day in seiner Dokumentation The San Patricios und in der Paramount-Produktion One Man’s Hero verarbeitet.
Die Irish-Folk-Gruppe The Chieftains erzählten gemeinsam mit Ry Cooder dieses besondere Kapitel des Mexikanisch-Amerikanischen Krieges neu. Ihr Album San Patricio verbindet Irish Folk und mexikanische Volksmusik.
Der mexikanisch-amerikanische Schriftsteller James Carlos Blake thematisierte die Geschichte des Bataillons in seinem 1997 erschienenen Roman Das Böse im Blut (In the Rogue Blood).